# Tus zonas erróneas
Tus zonas erróneas es el primer libro de autoayuda escrito por Wayne Dyer, publicado el 1 de agosto de 1976. Es uno de los libros más vendidos  con una cifra estimada de 35 millones de copias vendidas. El libro pasó 64 semanas en la lista de best sellers del New York Times en noviembre de 1977, llegando a posicionarse como número uno en la semana del 8 de mayo de 1977
El libro da pautas para superar el miedo, la culpa, la conducta autodestructiva, resultado de procesos cognitivos que pueden ser perjudiciales.

## Críticas
Albert Ellis critica que el libro es una "mala copia" de su terapia racional emotiva conductual (TREC), acusando a Dyer de plagio. En una carta abierta en 1985, Ellis clama que Dyer había participado en un taller de investigación sobre la TREC antes de escribir su libro. Agrega Ellis que más de 300 personas le han escrito a lo largo de los años de que el libro de Dyer les parecía muy similar a lo planteado por él. Critica que no se le haya dado crédito por el aporte que la TREC hace a la tesis de Dyer, pero de manera irónica alaba el trabajo hecho por éste, "ha ayudado a un gran número de personas, y (...) esboza los principios de la TREC bastante bien (...) con gran simplicidad y claridad".